# 科馬羅夫火山
科馬羅夫火山是俄羅斯的火山，位於堪察加半島中部，距離堪察加灣約70公里，海拔高度2,070米，有兩個火山口，主火山口直徑300米、深70米，最近一次火山噴發在公元450年。